# آپر مونت‌کلیر، نیوجرسی
آپر مونت‌کلیر (به انگلیسی: Upper Montclair) یک منطقهٔ مسکونی در ایالات متحده آمریکا است که در مونتکلیر، نیوجرسی واقع شده‌است. آپر مونت‌کلیر ۶٫۵۶۹ کیلومتر مربع مساحت و ۱۱٬۵۶۵ نفر جمعیت دارد و ۹۸ متر بالاتر از سطح دریا واقع شده‌است.